# Драгойчинци (крепост)
Драгойчинци е средновековна крепост, останки от която са запазени в местността „Кулата“, на около 650 метра
метра северозападно от църквата „Свети Илия“ в село Драгойчинци, област Кюстендил.
От крепостта е запазена правоъгълна кула. При градежа са използвани сантрачи. На места по терена личат следи и от крепостна стена. Крепостта е достъпна от северозапад, където минава ров с ширина 3-5 м и дълбочина 3 м. Останалите страни са заобиколени от стръмни склонове. Теренът е залесен.
По сведения на местни жители около 1936 г. са правени проучвания, при които са намерени останки от желязната врата на входната крепостна кула.
Крепостта е имала тръгълна форма. Връхът на триъгълника е ориентиран на запад, където се намира и входната кула. Основата на триъгълника (източната стена) е с дължина около 180 м., а двете му страни приблизително по 250 м. От вътрешната страна на крепостната стена ясно се различават останките на почти квадратни, долепени едно до друго помещения, външните стени на които оформят втора (вътрешна) крепостна стена. Стените са зидани с гнайсови и гранитогнайсови блокове с различна големина, по-голяма част от които са частично оформени.
Входната кула е с размери 11 Х 7 м. В днешно време са запазени само южната и част от западната стена. Тяхната дебелина е около 1-1,5 м. Южната стена с тази дебелина има височина около 8 м, а след това с дебелина около 0,5 м. се издига на височина до 10-12 м.
В района на входната кула до края на деветнадесети век са били запазени и четирите стени на кулата, останките от мраморна чешма, руините на християнска църква и още няколко сгради с неизвестно предназначение. Всички те са били разрушени от местните жители и иманяри. Повечето от скалните блокове от зидовете са използвани за строеж на къщи и плевници. Има сведения за намирани медни монети, железни домакински уреди (маши, триножници за огнища, лъжици и др).
Извън стената добре личи крепостен ров с дълбочина в днешно време около 2-3 м и ширина 3-5 м. На запад и северозапад от този ров личат следите от колиби и землянки. Тази част сега се нарича „Градището“. Цялата местност (ливади и ниви) на запад и северозапад с площ около 2,5 км се нарича „Градско ливаде“.